# Rhaucus papilionaceus
Rhaucus papilionaceus is een hooiwagen uit de familie Cosmetidae. De originele naamcombinatie (protoniem) was Erginus papilionaceus Simon 1879, later Flirtea papilionacea (Simon 1879) in Roewer, 1912 of alternatief Rhaucus (Erginus) papilionaceus (Simon 1879) in Henriksen 1932. Een volgende naamrecombinatie werd gepubliceerd als Rhaucus papilionaceus (Simon 1879) in García & Ahumada-C. 2018.